# Cylindrocolea obliqua
Cylindrocolea obliqua là một loài rêu tản trong họ Cephaloziellaceae. Loài này được (Douin) R.M. Schust. miêu tả khoa học lần đầu tiên năm 1971.